# Isla de A Creba
La isla de A Creba (en gallego Illa da Creba, y también llamada isla de la Quiebra en español) es una isla española de la provincia de La Coruña (Galicia), situada a 240 metros de la costa de la parroquia de Esteiro (municipio de Muros), en la ría de Muros y Noya. Tiene una característica forma de mama y una extensión de 7,5 hectáreas.

## Descripción
Tiene una única parcela privada en su interior que ocupa hasta los límites marcados por Costas, coronada por una casona, construida sobre las ruinas de la antigua capilla de Nuestra Señora de A Creba. La parcela es actualmente un alojamiento turístico. La isla posee dos embarcaderos, que forman una pequeña dársena artificial. 
Desde la Edad Media existió una ermita dedicada a Santa María y custodiada por un ermitaño donde se celebraba una concurrida romería con gentes venidas en barcos de los pueblos vecinos; hoy está desaparecida. 

## Titularidad
Desde 1922, toda su superficie está ocupada por una única parcela que se extiende hasta la costa. En 2002 se aprobó un deslinde del dominio público marítimo-terrestre para los 912 metros de costa de la isla.
En 1990, cerca de 300 personas la invadieron pacíficamente, pidiendo su devolución a los vecinos.
En 2022, el Bloque Nacionalista Galego promovió una proposición no de ley en el Parlamento de Galicia para instar a que la isla vuelva a la titularidad pública completamente. Fue rechazada con los votos del PP y PSOE.

## Leyendas
Hay multitud de leyendas relacionadas con esta isla, la más conocida es la que explica la construcción de la ermita en esa isla; Vicente Risco lo cuenta así: 

En la Creba había moros que tenían un templo de su falso dios. Los cristianos los mataron dejando sólo a la hija del jefe. Ésta invocó al demonio, quien levantó una tempestad, ahogó a los cristianos y separó la isla de la tierra. La mora se convirtió en una gran serpiente rodeada de fieras que hundían a los barcos. Los cristianos fueron donde un santo hombre que les aconsejó bendecir la isla y erguir la iglesuela de Nuestra Señora de A Creba.